# Josefstadt (Modrava)

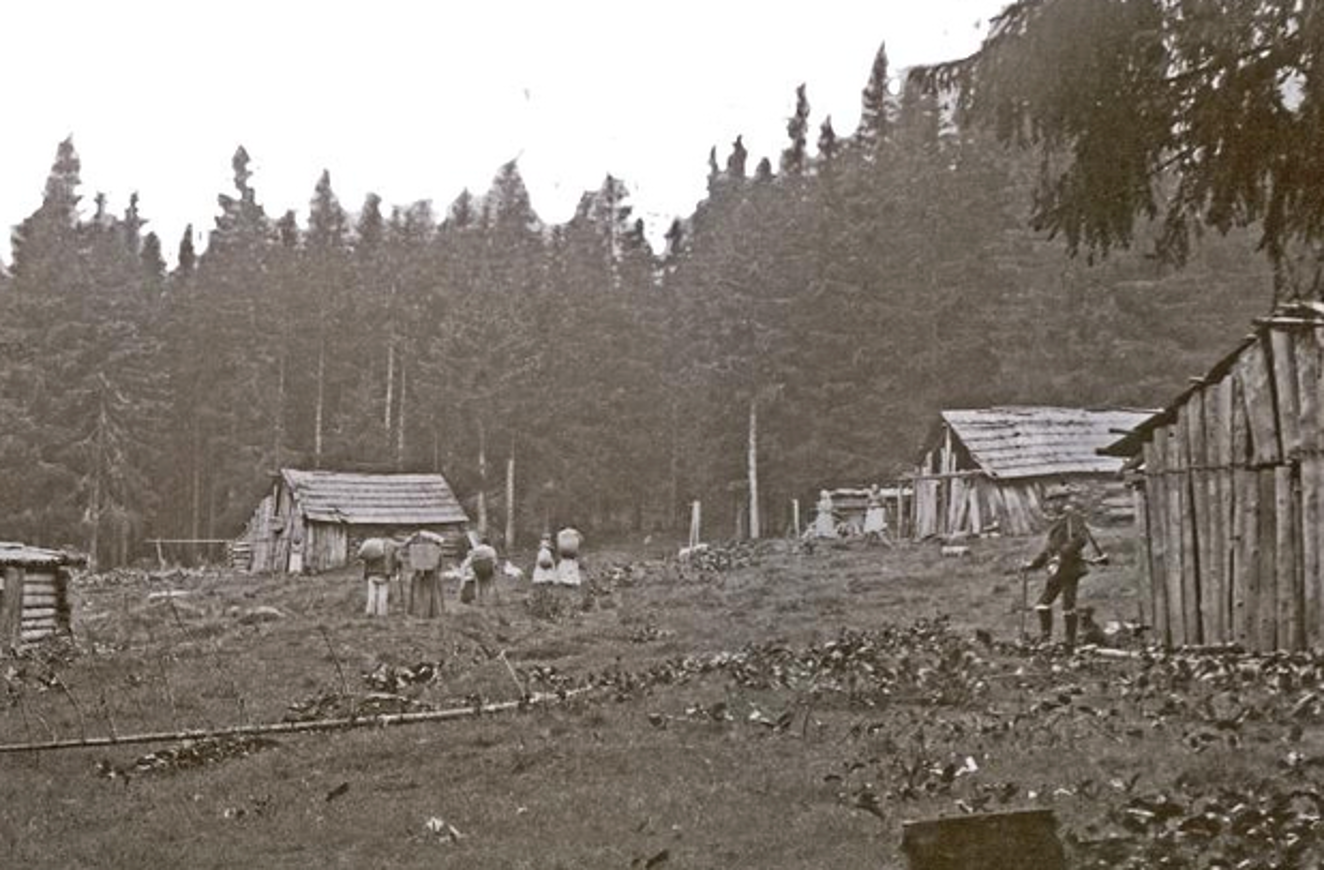
Josefstadt um 1900

Josefstadt ist eine Wüstung in der Gemeinde Modrava, Tschechien. Sie liegt knapp zwei Kilometer nördlich von Březník am Wegabzweig U Trampusova křížku.

## Geographie
Josefstadt befand sich 1.195 m.n.m am Nordosthang der Studená hora (Kaltstauden, 1298 m) über dem Quellgebiet des Baches Studený potok (Schmidtbach) am alten Pürstlinger Steig beim Abzweig zur Rachelhütte. Gegen Osten liegt die Talmulde des Modravský potok.

## Geschichte
Nachdem Joseph II. von Schwarzenberg im Jahre 1799 die Herrschaft Stubenbach erworben hatte, ließ er den Chinitz-Tettauer Schwemmkanal anlegen, um den Holzreichtum des Böhmerwaldes mittels Flößerei ins Landesinnere verwerten zu können. Als eine der ersten Holzfällersiedlungen entstand um 1800 Josefstadt, 1804 folgte das südlich davon gelegene Pürstling. Die aus 13 primitiven Holzhäusern bestehende Siedlung Josefstadt war nicht dauerhaft bewohnt. Die aus dem Amtsdorf Langendorf und anderen Ortschaften stammenden Holzfäller zogen nach der Schneeschmelze mit ihren Familien und dem geringen Viehbestand nach Josefstadt und verließen die Siedlung vor Wintereinbruch wieder. Ende 1880er Jahre wurde die Siedlung aufgegeben.
Heute sind von Josefstadt im Wald nur noch das Trampus-Kreuz und Reste von Grundmauern zu finden.

## Sehenswürdigkeiten
- Trampus-Kreuz (Trampusův křížek) am Abzweig, das auf steinernen Sockel befindliche gusseiserne Kruzifix wurde in der Mitte des 19. Jahrhunderts durch den Förster der Rachelhütte, Josef Trampus, zum Gedenken an seinen Vater Augustin Trampus, Revierförster von Pürstling errichtet.